# Elisabeth Winterhalter

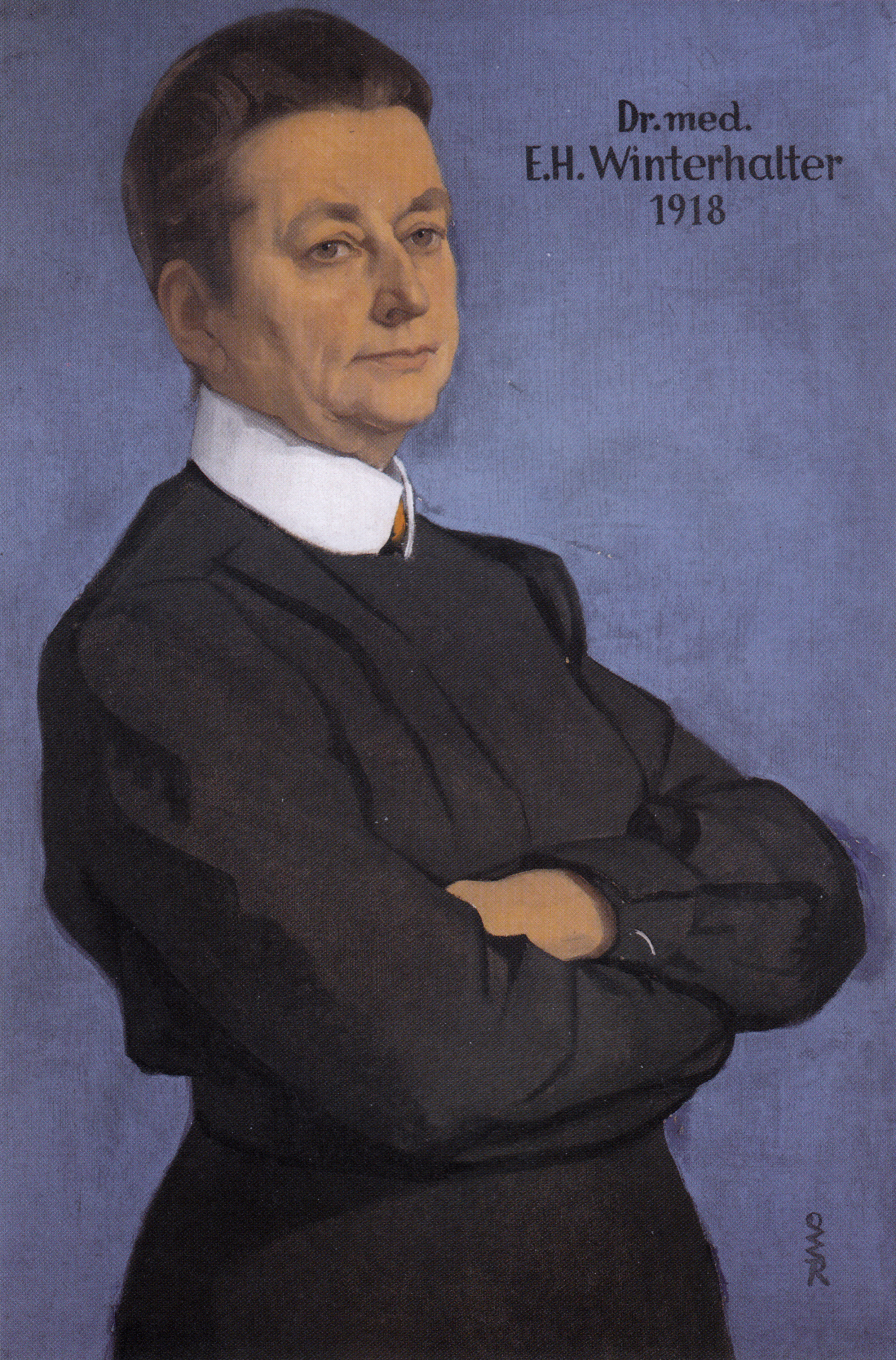
Elisabeth Winterhalter, Porträt von Ottilie Roederstein, 1918

Elisabeth Hermine Winterhalter (* 17. Dezember 1856 in München; † 12. Februar 1952 in Hofheim am Taunus) war eine deutsche Gynäkologin, Chirurgin, Frauenrechtlerin und Kunstförderin.
Sie war eine der ersten approbierten Ärztinnen sowie die erste Chirurgin Deutschlands. Mit ihrer Lebensgefährtin, der Malerin Ottilie Roederstein, förderte sie Kunst und die Bildung von Frauen.

## Kindheit
Elisabeth Winterhalter war das dreizehnte und jüngste Kind von Georg Winterhalter und Elisabeth Winterhalter, geborene von Garr. Ihr Vater starb, als sie 11 Jahre alt war.
Wie ihr Urgroßvater, Großvater, Vater und ältester Bruder wollte sie Ärztin werden. Ihren Berufswunsch unterstützte die Familie über lange Jahre nicht. Stattdessen besucht sie nach dem Mädcheninternat Kloster Beuerberg zunächst ein Lehrerinnenseminar und nahm eine Stelle als Hilfslehrerin in Schwabing an.

## Studium in der Schweiz

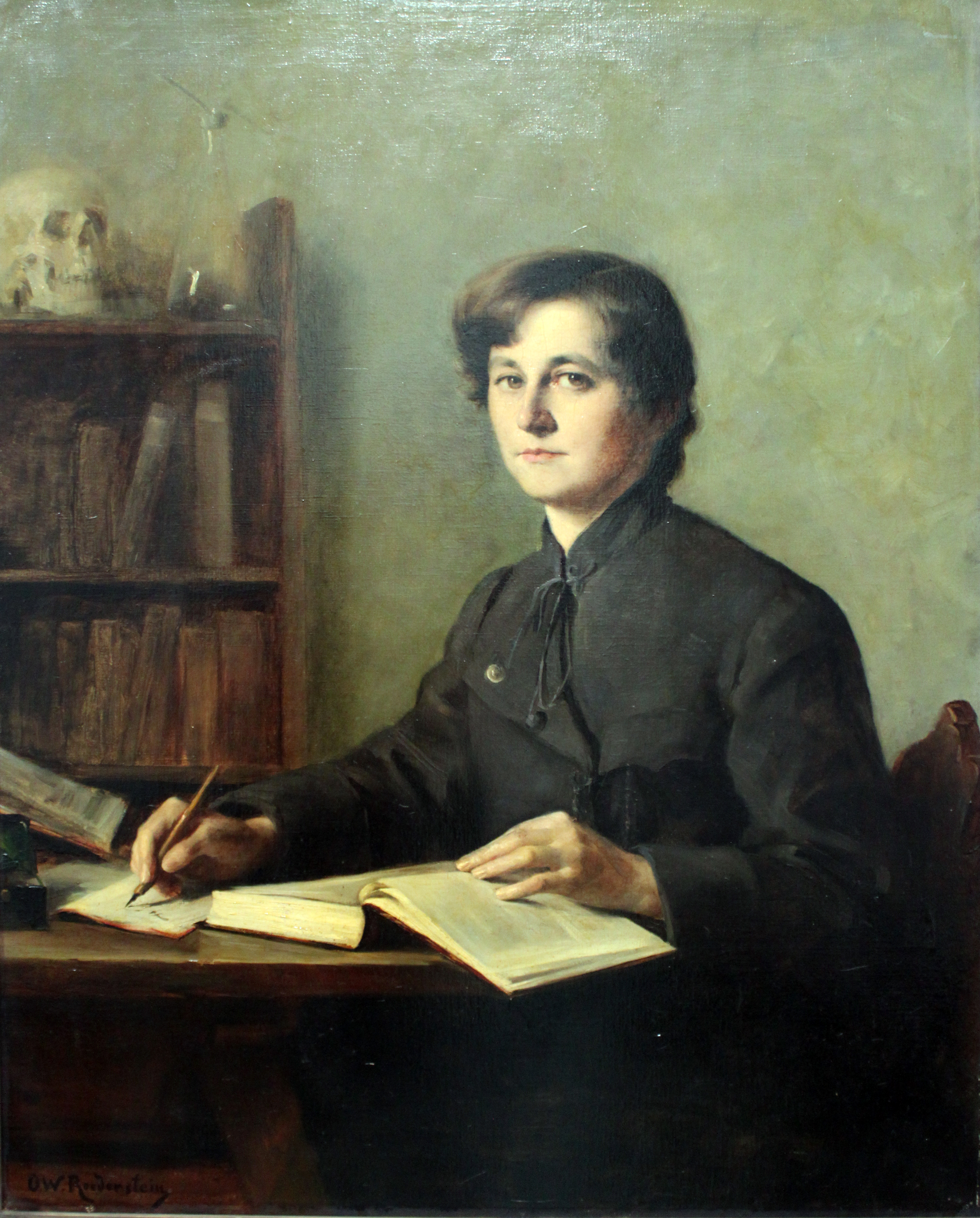
Elisabeth Winterhalter, Porträt von Ottilie Roederstein, 1887

1884 stimmten die Mutter und der ihr zugeteilte Vormund dem Medizinstudium jedoch zu. Da Frauen im Deutschen Kaiserreich das Studium nicht gestattet war, immatrikulierte sie sich stattdessen in der Schweiz an der Universität Zürich und der Universität Bern. Dafür legte sie neben dem Studium 1885 auch die Schweizer Matura ab.
Über ihre Freundinnen und Mitstudentinnen Anna Kuhnow, Clara Willdenow und Agnes Bluhm lernte Winterhalter im Sommer 1885 die Malerin Ottilie Roederstein kennen. Roederstein lebte als eine gefragte Auftragsporträtistin in Paris und verbrachte ihre Sommerferien regelmäßig in Zürich bei ihren Eltern. Ab 1887 kann man von einer Liebesbeziehung sprechen.
1886 legte Winterhalter ihr Physikum und 1889 ihr Staatsexamen in der Schweiz ab. Sie hospitierte in chirurgischen Kliniken in Paris, München und erlernte in Stockholm gynäkologische Massage bei Thure-Brandt. 1890 promovierte sie in Zürich und praktizierte dort als Ärztin.

## Umzug nach Frankfurt
1891 zogen Elisabeth Winterhalter und Ottilie Roederstein wegen beruflichen Chancen nach Frankfurt am Main. Roederstein konnte in der Frankfurter Bürgerschaft viele Kunden gewinnen und eröffnete ein Atelier in der Hochstraße 40 und später in der Städelschen Kunstschule.
Für Winterhalter bot sich die Möglichkeit, die erste gynäkologische Poliklinik bei der Schwesternschaft Maingau zu gründen. Obwohl sie in Deutschland keine Approbation erhalten konnte, galt sie bald als eine renommierte Ärztin für Frauenheilkunde und Geburtshilfe. 1895 führte sie als erste Chirurgin in Deutschland einen Bauchschnitt durch.
Mit Ludwig Edinger forschte sie am Dr. Senckenbergischen Institut für Pathologie unter Prof. Carl Weigert und publizierte 1896 einen Artikel über die Entdeckung der Ganglienzelle des Ovariums.
1902 wurde Frauen in Deutschland das Medizinstudium erlaubt. Deshalb entschied sie sich, im Alter von 47 Jahren, 1903 das Physikum, 1903/04 das Staatsexamen und die Approbation in Deutschland nachzuholen.

## Engagement für die Rechte von Frauen
Elisabeth Winterhalter und Ottilie Roederstein waren als moderne, selbständige Frauen bestens in der Frankfurter Stadtgesellschaft integriert. Sie zeigten ihre Liebesbeziehung öffentlich und setzten sich für die Bildung von Frauen ein.
1898 gründete Winterhalter eine Ortsgruppe des Vereins Frauenbildung - Frauenstudium, später wurde sie 2. Vorsitzende des Gesamtverein. Nach dem Vorbild Helene Langes eröffnet der Verein 1901 das erste Frankfurter Mädchengymnasium. Diese Kurse wurden zunächst mit privaten Spendengeldern finanziert und später an die neu eröffnete Schillerschule angegliedert.
1900 beteiligt sie sich kurzzeitig an der „Sittlichkeitskommission“ des Bund Deutscher Frauenvereine, die unter anderem die Verbreitung von Geschlechtskrankheiten besonders in Städten untersuchte. Ab 1903 war sie zudem bei der Deutschen Gesellschaft zur Bekämpfung der Geschlechtskrankheiten (DGBG) Mitglied.

## Ruhestand in Hofheim
1907 kauften Winterhalter und Roederstein ein Grundstück am Kapellenberg in Hofheim im Taunus. In eine dort von dem Frankfurter Architekten Hermann A. E. Kopf erbaute Villa konnten sie 1909 einziehen. Winterhalter praktizierte weiter, bis sie 1911 ihren Beruf aus gesundheitlichen Gründen niederlegen musste. Fortan widmete sie sich der Gartenarbeit, der Verwaltung von Haushalt und Finanzen sowie der Unterstützung der künstlerischen Arbeit ihrer Lebensgefährtin.
In Hofheim gründete sie eine Stadtbibliothek und einen Volksbildungsverein und förderte ehrenamtliche karitative Zwecke. Dafür erhielt sie 1929 gemeinsam mit Roederstein das Ehrenbürgerrecht der Stadt Hofheim.
In der Zeit des Nationalsozialismus war ihr jüdisches und liberales Umfeld starken Repressionen ausgesetzt. Die beiden Frauen blieben unbehelligt, aber zogen sich zunehmend zurück.
1937 starb Ottilie Roederstein an einem Schwächeanfall. Nach dem Tod verwaltete Winterhalter ihr künstlerisches Erbe und die gemeinsame Roederstein-Winterhalter-Stiftung.
Zu ihrem 95. Geburtstag wurde sie von Bundespräsident Theodor Heuß für ihre Pionierleistung, medizinische Berufe für Frauen zu öffnen, geehrt. Zwei Monate später, am 12. Februar 1952, verstarb Elisabeth Winterhalter.
Die Ärztin und die Künstlerin sind in einem Ehrengrab auf dem Hofheimer Waldfriedhof beigesetzt. Nach ihnen ist die Elisabeth-Winterhalter-Straße im Frankfurter Stadtteil Niederursel, der Elisabeth-Winterhalter-Weg in München Großhadern, der Roedersteinweg in Hofheim und der Ottilie-Roederstein-Platz in Hattersheim benannt.

## Schriften
- Zur Entstehung der Scheidenharnfisteln mit besonderer Berücksichtigung der durch Geburtstrauma bedingten Fälle, Dissertationsschrift, Zürich 1890.
- Ein sympathisches Ganglion im menschlichen Ovarium nebst Bemerkungen zur Lehre von dem Zustandekommen von Ovulation und Menstruation, in: Archiv für Gynäkologie 51 (1896), S. 49–55.
- Elisabeth H. Winterhalter (autobiografischer Artikel), in: Elga Kern (Hrsg.): Führende Frauen Europas. In 25 Selbstschilderungen. Neue Folge. München : E. Reinhardt, 1930, S. 30–36.